# Aeroporto di Maota
L'aeroporto di Maota è un aeroporto delle Samoa, situato a 10 minuti dalla città di Salelologa, sull'isola di Savai'i.

## Caratteristiche
L'aeroporto di Maota è fornito di una pista di 549 m (1800 ft) che consente la fruizione da parte di aerei come il DHC-6 ed altri più piccoli. A causa dell'assenza di luci di pista, è vietato agli aerei di decollare ed atterrare durante le ore di buio. Vi si trova anche una piccola stazione di controllo, che necessita però dell'assistenza da parte dell'aeroporto di Faleolo, sull'isola di Upolu.